# Autotrichia lysimeles
Autotrichia lysimeles är en fjärilsart som beskrevs av Louis Beethoven Prout 1924. Autotrichia lysimeles ingår i släktet Autotrichia och familjen mätare. Inga underarter finns listade i Catalogue of Life.